# Последният мохикан
 Тази статия е за романа на Джеймс Фенимор Купър.  За едноименния филм вижте Последният мохикан (филм).  
„Последният мохикан“ (на английски: The Last of the Mohicans) е исторически роман на американския писател Джеймс Фенимор Купър, издаден през 1826 г. от американското издателство „H.C. Carey & I. Lea“.

## Сюжет
Внимание:  Текстът по-долу разкрива сюжета на произведението (или части от него)!
Събитията в романа се развиват в британската колония Ню Йорк, през август 1757 г., в разгара на Френската и индианска война. Част от романа е посветена на събитията след атаката на форт Уилям Хенри, когато с мълчаливото съгласие на французите, техните индиански съюзници избиват няколкостотин предали се британски войници и колонисти. Ловецът следотърсач Нати Бъмпо, заедно със своите приятели – индианци от племето мохикани – Чингачгук и неговият син Ункас участват в спасението на две сестри, дъщери на британския командир Мънроу. В края на романа Ункас загива от ръката на хурона Магуа, след като безуспешно се опитва да спаси по-голямата дъщеря Кора Мънроу. Повествованието завършва с думите на делауерския мъдрец Таменунд: „Бледоликите са господари на земята и денят на червенокожите още не е настъпил. Моите дни са се продължили твърде дълго. Сутринта аз видях синовете на Унамис щастливи и силни, ала преди да настъпи нощта, аз доживях да видя последния вожд от мъдрия род на мохиканите!“.

## Издания на български език
- „Последниятъ мохиканъ“, София, изд. „Д-ръ Жеко Мариновъ“, 1939 г., превод от френски, 172 с.
- „Последниятъ мохиканъ“, София, изд. „Ст. Атанасовъ“, 194- г., 158 с.
- „Последният мохикан“, София, изд. „Народна младеж“, 1951 г., 392 с.
- „Последният мохикан“, София, изд. „Народна младеж“, библиотека „Приключения и научна фантастика“ № 17, 1956 г., 452 с.
- „Последният мохикан“, София, изд. „Отечество“, библиотека „Световна класика за деца и юноши“, 1977 г., 432 с.
- „Последният мохикан“, София, изд. „Отечество“, библиотека „Избрани книги за деца и юноши“, 1984 г., 375 с.
- „Последният мохикан“, София, изд. „Труд“, библиотека „Златни детски книги“ № 39, 2007 г., 224 с.
- „Последният мохикан“, София, изд. „Хеликон“, 2019 г., 528 с.

## Филмови екранизации
- Last of the Mohicans (1912), с участието на James Cruze
- The Last of the Mohicans (1920), с участието на Wallace Beery
- The Last of the Mohicans (1932), с участието на Harry Carey
- The Last of the Mohicans (1936) с участието на Randolph Scott и Bruce Cabot
- Last of the Redmen (1947) с участието на Jon Hall и Michael O'Shea
- Last of the Mohicans (1963) с участието на Jack Taylor, Jose Marco, Luis Induni и Daniel Martin
- Последният мохикан (1992), с участието на Даниъл Дей-Люис